# Distrito de San Luis de Shuaro
El distrito de San Luis de Shuaro es  uno de los seis que conforman la provincia de Chanchamayo ubicada en el departamento de Junín en el centro del Perú.
Dentro de la división eclesiástica de la Iglesia Católica del Perú, pertenece al Vicariato apostólico de San Ramón

## Etimología
A la llegada de los encargados para hacer los estudios científicos, topográficos, étnico, religión y cultura del suelo los habitantes naturales denominábanle al sitio como SHUARO por la abundancia de los matorrales en el lugar de nombre Shuaro; y lo llamaron SAN LUIS por el día en que se fundaba coincidía con el santo San Luis de Gonzaga anotado en el calendario, de esa manera también se convierte en el santo patrón de San Luis de Shuaro.

## Historia
El distrito fue creado mediante Decreto Ley n.º 21941 del 24 de septiembre de 1977, en el gobierno del Presidente Francisco Morales Bermúdez.

## Ubicación
El distrito de San Luis de Shuaro se ubica en la provincia de Chanchamayo en la región Junín. Este distrito se encuentra en la selva central del Perú
El distrito de San Luis de Shuaro se compone de 39 centros poblados: Alto Parlamento, Alto Unión Palomar, Belen, Centro Unión Palomar, Guapen, La Bisfallia, Las Cascadas Palomar, Las Terrazas, Mariscal Castilla, Mayme, Naciente Río Dolores, Pampa Hermoza, Pampa Rica, Playapampa, Primavera, Puente Capelo, Puruz, Ramazu, Raymondi, Reparticion Raymondi, Río Dolores, Río Seco, San Francisco Yapaz, San Luis Alto, San Luis de Shuaro, Sanchirio Palomar, Santa Cruz, Santa Herminia Alta, Santa Herminia Baja, Santa Rosa de Puñizas, Santa Rosa Palomar, Sector Cristal Raymondi, Taptazu, Unión Andahuaylas, Unión Palomar, Valle Belén, Yapaz Alto, Yapaz Bajo y Zona Nuevo Industrial.

## Geografía
San Luis de Shuaro abarca una superficie de 177,041 km² y es probablemente el distrito con menos desarrollo de la provincia de Chanchamayo. Es el primer pueblo que aparece en el desvío a Oxapampa, posee las cataratas de Sanchirio y un pequeño pueblo.

## Turismo
El distrito de San Luis de Shuaro se ubica en la provincia de Chanchamayo en la región Junín. Este distrito se encuentra en la selva central del Perú y debido a esa privilegiada ubicación es que goza de un fértil entorno natural, lo que resulta uno de sus mayores atractivos. Entre los recursos turísticos que el viajero puede hallar en San Luis de Shuaro se hallan sitios como ríos, quebradas, cataratas, miradores, cuevas, entre otros.  
En San Luis de Shuaro, los ríos son los cuerpos de agua que más abundan, uno de los ríos más visitados del distrito es el Río Entas; además de este, en San Luis de Shuaro se encuentran: el Río Blanco, Río San Luis de Shuaro, Río Paucartambo, entre otros, que ofrecen su fértil entorno para que el viajero pueda realizar excursiones, caminatas, prácticas como la observación de aves, además de también practicar actividades como la pesca, en sus aguas.
Además de ríos, en el distrito de San Luis de Shuaro también se pueden hallar hermosas caídas de aguas. Entre aquellas, las que más destacan son la Catarata Parlamento, y la Catarata  Sanchirio, esta última ubicada en el límite con La Merced, y que resalta tanto por sus frías aguas, como por el bello entorno que presenta. Otra catarata del distrito es Boca de Sapo, la cual presenta una atractiva ruta de trekking cuyo trayecto implica cruzar por los ríos del distrito hasta dar con una preciosa caída de agua de poca altura y moderado caudal, en cuya base es posible refrescarse.
En el distrito de San Luis de Shuaro resultan además interesantes atractivos turísticos, las haciendas que aquel posee; entre las haciendas que destacan en el distrito se reconoce a Trapichero, importante no solo por el territorio que presenta, sino también por los restos arqueológicos, especialmente líticos, que se han encontrado en ella, y que son exhibidos por los dueños.

## Autoridades

### Municipales
- 2023 - 2026
  - Alcalde: Juniors Javier Ángulo Gamero.
  - Regidores:
- 2015 - 2018[3]
  - Alcalde: Juan Heldo Pariona Navarro, del Partido Fuerza Popular (K).
- 2011 - 2014[4]
  - Alcalde: Juan Heldo Pariona Navarro, del Partido Fuerza 2011 (K).
- 2007 - 2010
  - Alcalde: Luis Meza Reyes

### Policiales
- Comisario: PNP.

### Religiosas
- Vicariato Apostólico de San Ramón[5]
  - Vicario apostólico: Mons. Gerardo Antonio Zendín Bukovec, OFM
- Parroquia  
  - Párroco: Preb. .